# George Akiyama
George Akiyama (ジョージ秋山, Jōji Akiyama), nascut Yūji Akiyama (秋山 勇二) el 27 d'abril en 1943 en Ashikaga, Prefectura de Tochigi, Japó, i mort el 12 de maig de 2020, fou un mangaka japonès conegut per tractar temes controvertits i incendiaris en molts dels seus treballs.

## Treballs notables
| Nom                                              | Any       | Col·lecció |
| ------------------------------------------------ | --------- | --- |
| Batman X                                         | 1967-1968 | 5 volums, Weekly Shōnen Magazine Beneficiari del Premi Jidō Manga de Kodansha.                                          |
| Derorinman                                       | 1969-1970 | 2 volums, Weekly Shōnen Jump The volumes were titled Ganso Derorinman because they were released after the 1975 remake. |
| Horafuki Dondon                                  | 1969-1970 | 5 volums, Weekly Shōnen Magazine                                                                                        |
| Ashura                                           | 1970-1971 | 3 volums, Weekly Shōnen Magazine                                                                                        |
| Zeni Geba                                        | 1970-1971 | 5 volums, Weekly Shōnen Sunday                                                                                          |
| Kokuhaku                                         | 1971      | 1 volum, Weekly Shōnen Sunday                                                                                           |
| Bara no Sakamichi                                | 1971-1972 | 3 volums, Weekly Shōnen Jump                                                                                            |
| The Moon                                         | 1972-1973 | 4 volums, Weekly Shōnen Sunday                                                                                          |
| Haguregumo                                       | 1973-2017 | 112 volums, Big Comic Original                                                                                          |
| Hana no Yotarō'                                  | 1974-1979 | 15 volums, Weekly Shōnen Champion                                                                                       |
| Derorinman                                       | 1975-1976 | 3 volums, Weekly Shōnen Magazine Remake del manga de 1969, que difereix significativament de la versió original.        |
| Bonkura Dōshin                                   | 1976-1977 | 4 volums, Weekly Shōnen Magazine                                                                                        |
| Gyara                                            | 1979-1981 | 8 volums, Shōnen King                                                                                                   |
| Pink no Curtain                                  | 1980-1984 | Part 1: 15 volums, Part 2: 6 volums, Weekly Manga Goraku                                                                |
| Chōjin Haruko                                    | 1982-1984 | 3 volums, Weekly Morning                                                                                                |
| Kaijin Gonzui                                    | 1984      | 1 volum, Weekly Shōnen Jump                                                                                             |
| Koiko no Mainichi                                | 1985-1992 | 32 volums, Weekly Manga Action                                                                                          |
| Kudoki-ya Joe                                    | 1986-1987 | 4 volumes, Big Comic Superior                                                                                           |
| Lovelin Monroe                                   | 1989-1993 | 13 volums, Young Magazine                                                                                               |
| Onnagata Kisaburō                                | 1993-2002 | 7 volums, Big Comic Original Sōkan                                                                                      |
| Hakuai no Hito                                   | 1993-1996 | 8 volums, Big Gold |
| Dobugero-sama                                    | 1995-1996 | 1 volum, Monthly Shōnen Gangan                                                                                          |
| Sutegataki Hitobito                              | 1996-1999 | 5 volums, Big Gold |
| Ikinasai Kiki                                    | 2001-2002 | 4 volums, |
| WHO are YOU                                      | 2002      | 1 volum, Big Comic Original Sōkan Autor llistat com Yūji Akiyama durant la serialització.                               |
| Manga Chūgoku Nyūmon: Yakkai na Rinjin no Kenkyū | 2005      | Publicat per Asukashinsha.                                                                                              |